# Andreas Miaulis
Andreas Miaulis (gr. Ανδρέας Μιαούλης; ur. 1768 lub 1772 na Negroponte jako Andreas Wokos (gr. Ανδρέας Βώκος), zm. 23 czerwca 1835 w Atenach lub 11 lipca 1835 w Pireusie) – grecki wojskowy w stopniu wiceadmirała i dowódca marynarki, uczestnik wojny o niepodległość Grecji. Z narodowości Arwanita.

## Życiorys
W wieku 16 lat dostał kapitanem statku handlowego należącego do jego ojca, zamieszkał następnie na wyspie Hydra. W 1822 roku objął dowództwo nad grecką marynarką. Po zakończonej wojnie o niepodległość Grecji zaangażował się w działalność polityczną, opowiedział się przeciwko gubernatorowi Joanisowi Kapodistriasowi.
W 1833 roku został awansowany na stopień kontradmirała, a dwa lata później został wiceadmirałem. Zmarł z powodu gruźlicy, został pochowany na greckim wybrzeżu.

## Upamiętnienie
5 maja 1889 roku na jego cześć odsłonięto pomnik na wyspie Siros.

## Życie prywatne
Był synem trudniącego się w handlu morskim Dimitriosa Wokosa.